# 尼古拉·哈里托诺夫
尼古拉·米哈伊洛维奇·哈里托诺夫（羅馬化：Nikolay Mikhailovich Kharitonov；1948年10月30日—）是俄罗斯共产党政治人物，自1994年起在国家杜马任职，并自2011年起担任远东和北极地区发展委员会主席。
他曾是农业党成员，直到因抗议与执政的统一俄罗斯党合作而退出。他最出名的是在2004年选举中未能成功推翻现任总统弗拉基米尔·普京，最终屈居第二。2024年，他再度参加总统选举。